# Anders Augustsson
Anders Augustsson, född 4 mars 1975, är en svensk fotbollsspelare som spelat i allsvenskan med Ljungskile SK.
Augustsson kom 1994 till Ljungskile SK (LSK) från hans moderklubb Groheds IF i division 6, i och med en lokal uttagning. Året därpå kom han in på lärarhögskolan i Dalarna och flyttade till Falun. Ny klubb blev Slätta SK som spelade i division 3. Augustsson var en av flera spelare som studerade vid lärarhögskolan och 1999 lyckades Slätta SK ta sig upp i division 2.
Efter att lärarstudierna var över, gick Augustsson till Brage IK för spel i Superettan 2002 där han gjorde mycket bra ifrån sig. 2003 fick Augustsson arbete i Göteborg och ny klubb blev återigen Ljungskile SK i division 2, efter att nye tränaren David Wilson hört av sig. Ljungskile hamnade på samma poäng som Gais första året, men föll på målskillnad. Året därpå lyckades dock LSK gå upp till Superettan. Augustssons spelstil utmärktes av att säkert passningsspel blandades med hårt fysiskt spel. Augustsson spelade vanligen klokt efter sin förmåga, men ibland kunde han briljera med tekniska nummer, som överraskade publiken, motståndarna och medspelarna. Många LSK-fans minns honom som "den defensiva innermittfältaren som med sin vilja sprang tills lungorna blödde" och, kanske för att han var en sådan slitvarg, blev han känd som "Groheds Maradona". 2007 tog Ljungskile en av platserna till allsvenskan. Augustsson hade då varit med hela vägen från truppens första grusträningen med åtta man 2003, till allsvenska säsongen 2008. Höjdpunkterna under det allsvenska året 2008 var, enligt Augustsson, vinsten hemma mot IFK Göteborg och segern borta mot Helsingborgs IF där Henrik Larsson spelade.
Ljungskile fick 2008 kvala för att hålla sig kvar i allsvenskan. 0-0 på bortaplan och 1-1 hemma gjorde att Ljungskile SK fick lämna allsvenskan för superettan. Augustsson fick flest varningar i allsvenskan 2008 med hela 11 stycken Under sina 7 säsonger i superettan och allsvenskan fick Augustsson 51 gula kort, men han fick aldrig något rött kort. 143 matcher plus 4 kvalmatcher blev det i Ljungskiletröjan.
Augustsson blev 2010 framröstad som den femte bästa spelaren i LSK under 2000-talets första decennium, enligt LSK-fans.
Augustsson valde efter säsongen 2008 att lämna pendlandet och gick till Göteborgsklubben Qviding som också spelade i superettan. I Qviding spelade han mellan 2009 och 2011.
2012-2014 spelade Augustsson med Kungshamns IF. Under 2015 började han i Askims IK som spelare och 2016 blev han tränare för klubben i division 4 tillsammans med Håkan Lindman. Askims IK vann serien direkt med 8 poängs marginal och flyttades upp till division 3 sydvästra Götaland 2017. Augustsson genomförde tränarutbildningen UEFA B hösten 2016/våren 2017. År 2019 började han spela i Menisken IF.
Augustsson arbetar utanför fotbollen som lärare på Kunskapsskolan i Krokslätt.